# Dwór w Koźniewie Wielkim
Dwór w Koźniewie Wielkim – późnobarokowy, modrzewiowy dwór szlachecki z drugiej połowy XVIII w., położony we wsi Koźniewo Wielkie w gminie Sońsk. Należy do najcenniejszych i największych dworów drewnianych na Mazowszu.

## Historia
Dwór zbudowany został przez Antoniego Zielińskiego. Następnie jego właścicielką była Zuzanna Przebendowska i jej córki Katarzyna Gzowska i Marianna Leśniewska oraz Antoni Sędzimir. W latach 1885–1909 właścicielem dworu był Dawid Buchwejtz, a po nim Kazimierz Kędzierski. Po drugiej wojnie światowej we dworze ulokowano szkołę podstawową, obecnie zlikwidowana, dwór jest opuszczony i niszczeje. W 1960 przeszedł gruntowny remont. W 1996 dwór został nakryty blachą. W 2013 Urząd Gminy Sońsk wyraził zgodę na sprzedaż dawnego dworu, która się dokonała w listopadzie 2022.

## Architektura
Dwór został wzniesiony z drewna modrzewiowego na planie prostokąta. Powstał na kamiennej podmurówce, konstrukcji zrębowej, oszalowany, w środku otynkowany. Parterowy z mieszkalnym poddaszem. Od frontu wzniesiono czterosłupowy ganek. Układ wewnątrz dwutraktowy z sienią i salonem na osi. W sieni znajduje się klatka schodowa dobudowana w drugiej połowie XIX w. oraz stiukowe, neobarokowe obramienia drzwi. Dach dworu jest łamany, pierwotnie kryty gontem.
Z dawnego założenia parkowego pozostało jedynie kilkanaście starych drzew.